# Lonchodectes
Il loncodecte (gen. Lonchodectes) è un rettile volante estinto, appartenente agli pterosauri. Visse tra il Cretaceo superiore (Cenomaniano – Turoniano, 93 – 90 milioni di anni fa). I suoi resti sono stati ritrovati principalmente in Inghilterra, nella regione del Kent.

## Descrizione
L'apertura alare di questo rettile volante non superava il paio di metri, una dimensione relativamente modesta se raffrontata a quelle della gran parte degli pterosauri del Cretaceo. Anche l'aspetto del loncodecte doveva essere decisamente diverso da quello degli pterosauri cretacei: questo animale, infatti, non aveva creste sul cranio e possedeva un muso lungo e sottile, molto simile a quello del ben noto Pterodactylus, risalente al Giurassico superiore. I denti erano corti e appuntiti, mentre le mascelle erano insolitamente appiattite verticalmente.

## Classificazione
Attualmente il genere Lonchodectes non è unanimemente riconosciuto come valido, ma i lavori di David Unwin nel corso degli anni '90 e del nuovo millennio hanno contribuito a chiarire maggiormente il significato degli scarsi resti fossili attribuiti a questa forma. La maggior parte dei resti è frammentaria ed è stata attribuita in precedenza ad altri generi di pterosauri.
Il loncodecte è considerato un tardo rappresentante primitivo degli pterodattiloidi, il gruppo di pterosauri che comprende le specie più evolute e che nel Cretaceo produsse forme dai crani bizzarri e dalle notevoli specializzazioni. Al contrario, Lonchodectes, posto in una famiglia a sé stante (Lonchodectidae),  sembrerebbe imparentato con Pterodactylus del Giurassico superiore o con Ctenochasma. È anche possibile che questo animale fosse imparentato con gli azdarchidi (Azhdarchidae) e con i tapejaridi (Tapejaridae).

### Specie
Si conoscono numerose specie di loncodecte. La specie tipo, Lonchodectes compressirostris, è stata descritta da Richard Owen nel 1851, sulla base di un frammento di mascella, come una specie di Pterodactylus, e successivamente assegnata a Ornithocheirus da Harry Govier Seeley; solo nel 1914 Hooley stabilì il nuovo genere Lonchodectes per questa specie e per altre due scoperte successivamente, L. daviesii e L. giganteus. 
Dopo gli anni '90 a questo genere vennero attribuite altre specie, in precedenza assegnate a Pterodactylus e a Ornithocheirus. Tra queste, da ricordare L. sagittirostris (ora attribuito al genere Serradraco), L. platystomus, L. machaerorhynchus e L. microdon, tutte basate su frammenti.

## Stile di vita

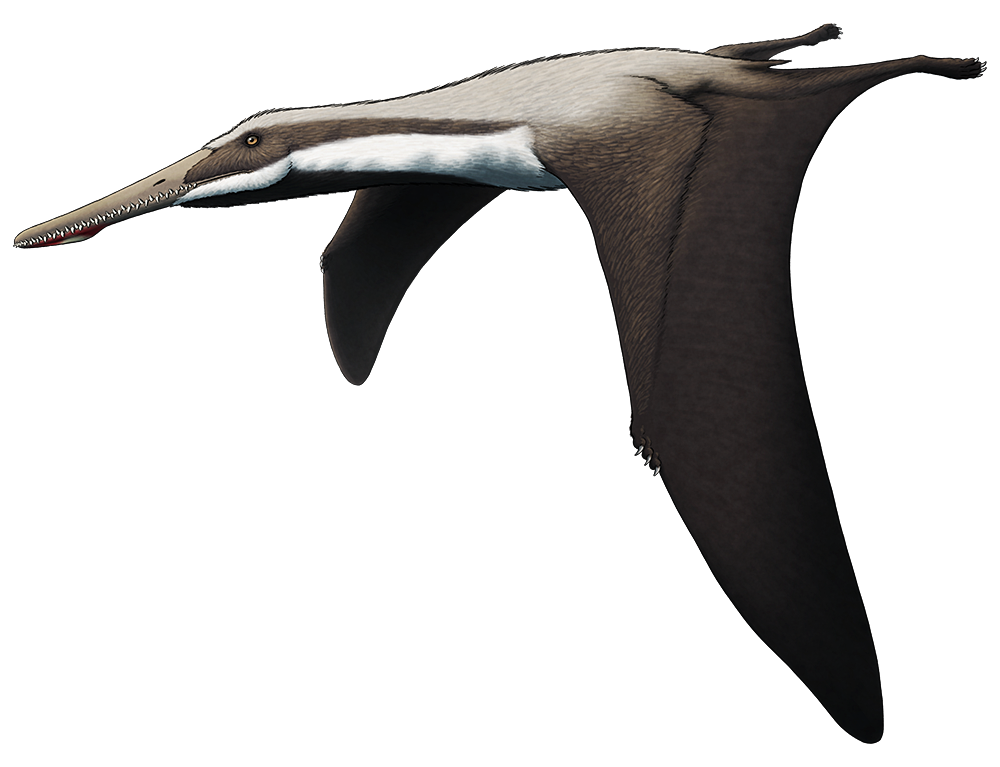
Ricostruzione ipotetica di Lonchodectes

Il loncodecte deve essere stato l'equivalente cretaceo dei gabbiani: probabilmente si cibava di qualunque cosa gli capitasse a tiro, ed evidentemente non era un predatore specializzato, a causa della struttura primitiva delle mascelle e dei denti.